# قائمة الجوائز والترشيحات التي تلقتها لوبيتا نيونغو
فيما يلي قائمة بالجوائز والترشيحات التي تلقتها المُمثلة الكينية-المكسيكية لوبيتا نيونغو. فازت لوبيتا بأول جائزة أوسكار لها عن دورها في فيلم عبد لاثني عشر عاما، وقد كانت بذلك التتويج أول ممثلة كينية وأول ممثلة مكسيكية تفوز بجائزة الأوسكار. رُشحت لوبيتا عن ذلك الدور لنيل عدة جوائز أخرى، من بينها جائزة الغولدن غلوب لأفضل ممثلة مساعدة في فيلم و‌جائزة بافتا لأفضل ممثلة في دور ثانوي و‌جائزة نقابة ممثلي الشاشة لأفضل ممثلة في دور مساعد ‏، وقد فازت بهذه الأخيرة.
بدأت لوبيتا نيونغو في برودواي سنة 2015، حيث شاركت في مسرحية حملت عنوان Eclipsed، وقد فازت عن هذه المُشاركة بعدة جوائز مسرحية.
في 2018، شاركت لوبيتا في فيلم النمر الأسود، وقد حصلت عن هذا الدور على عدة ترشيحات أبرزها كان الترشيح لجائزة بي إي تي لأفضل ممثلة ‏ وجائزة الجمعية الوطنية الأمريكية للمُلونين لأفضل ممثلة في دور مساعد ‏ و‌جائزة زحل لأفضل ممثلة. في السنة التي تلت ذلك، حصلت على مُشاركتها في بطولة فيلم الرعب نحن عن عدة ترشيحات، أبرزها كان الترشيح لجائزة اختيار النقاد للأفلام لأفضل ممثلة، ولجائزتين ضمن حفل توزيع جوائز إم تي في للأفلام، ولجائزة الجمعية الوطنية الأمريكية للنهوض بالملونين لأفضل ممثلة في فيلم ‏ التي فازت بها، ولجائزتين ضمن حفل توزيع جوائز اختيار الشعب، و‌لجائزة زحل لأفضل ممثلة، ولجائزة نقابة ممثلي الشاشة لأفضل ممثلة في دور رئيسي ‏.
لعبت لوبيتا سنة 2019 دور الراوية في وثائقي تلفزيوني لقناة ديسكفري حمل عنوان «سيرينغيتي» (بالإنجليزية: Serengeti)‏، ويتمحور موضوع الفيلم حول نظام سيرينغيتي البيئي في أفريقيا. في 2020، فازت لوبيتا بأول ترشيح لها لنيل جائزة إيمي وذلك في صنف أفضل راو ‏، وقد كانت بهذا الترشيح ثالث امرأة من أصول أفريقية تُرشح لنيل هذه الجائزة. رُشحت لوبيتا أيضا لنيل جائزة أفضل تعليق صوتي ضمن حفل توزيع جوائز الجمعية الوطنية للنهوض بالملونين.

## الجوائز والترشيحات
ملاحظة: السنة هي سنة توزيع الجائزة، بينما الأفلام تكون عادةً في السنة السابقة.

### جوائز الأوسكار
حفل توزيع جوائز الأوسكار هُو حفل سنوي تُنظمه أكاديمية فنون وعلوم الصور المتحركة من أجل تكريم أفضل الإنجازات في صناعة السينما لتلك السنة.
| السنة | الفئة                   | الفيلم             | النتيجة | المراجع |
| ----- | ----------------------- | ------------------ | ------- | ------- |
| 2014  | أفضل ممثلة في دور مساعد | عبد لاثني عشر عاما | فوز     | [ 4 ]   |

### جوائز الأكاديمية البريطانية للأفلام
حفل توزيع جوائز الأكاديمية البريطانية للأفلام هُو حفل سنوي تُنظمه الأكاديمية البريطانية لفنون السينما والتلفزيون.
| السنة | الفئة                      | الفيلم             | النتيجة | المراجع |
| ----- | -------------------------- | ------------------ | ------- | ------- |
| 2014  | جائزة البافتا للنجم الصاعد | —                  | رُشِّح     | [ 5 ]   |
| 2014  | أفضل ممثلة في دور ثانوي    | عبد لاثني عشر عاما | رُشِّح     | [ 5 ]   |

### جوائز الإيمي
حفل توزيع جوائز الإيمي برايم تايم هُو حفل سنوي تُنظمه أكاديمية فنون وعلوم التلفزيون.
| السنة                   | الفئة                             | الفيلم                              | النتيجة                 | المراجع                 |
| جائزة الإيمي برايم تايم | جائزة الإيمي برايم تايم           | جائزة الإيمي برايم تايم             | جائزة الإيمي برايم تايم | جائزة الإيمي برايم تايم |
| ----------------------- | --------------------------------- | ----------------------------------- | ----------------------- | ----------------------- |
| 2020                    | أفضل راو ‏                         | سيرينغيتي                           | رُشِّح                     | [ 6 ]                   |
| جائزة إيمي داي تايم ‏    |                                   |                                     |                         |                         |
| 2021                    | أفضل أداء في برنامج مُوجه للأطفال ‏ | Bookmarks: Celebrating Black Voices | فوز                     | [ 7 ]                   |

### جوائز الغولدن غلوب
حفل توزيع جوائز الغولدن غلوب هُو حفل سنوي تُنظمه رابطة هوليوود للصحافة الأجنبية لتتويج أفضل الإنجازات في عالمي السينما والتلفزيون.
| السنة | الفئة                     | الفيلم             | النتيجة | المراجع |
| ----- | ------------------------- | ------------------ | ------- | ------- |
| 2013  | أفضل ممثلة مساعدة في فيلم | عبد لاثني عشر عاما | رُشِّح     | [ 8 ]   |

### جوائز الروح المستقلة
حفل توزيع جوائز الروح المستقلة هُو حفل سنوي تأسس سنة 1984، مُخصص لتتويج أفضل الإنجازات في ميدان السينما المستقلة.
| السنة | الفئة                   | الفيلم             | النتيجة | المراجع |
| ----- | ----------------------- | ------------------ | ------- | ------- |
| 2014  | أفضل ممثلة في دور مُساعد | عبد لاثني عشر عاما | فوز     | [ 9 ]   |

### جوائز نقابة ممثلي الشاشة
حفل توزيع جوائز نقابة ممثلي الشاشة هُو حفل سنوي تُنظمه نقابة مُمثلي الشاشة.
| السنة | الفئة                                                        | الفيلم             | النتيجة | المراجع |
| ----- | ------------------------------------------------------------ | ------------------ | ------- | ------- |
| 2014  | جائزة نقابة ممثلي الشاشة للأداء المتميز لممثلة في دور مساند ‏ | عبد لاثني عشر عاما | فوز     | [ 10 ]  |
| 2014  | أفضل أداء جماعي في فيلم ‏                                     | عبد لاثني عشر عاما | رُشِّح     | [ 10 ]  |
| 2019  | أفضل أداء جماعي في فيلم ‏                                     | النمر الأسود       | فوز     | [ 11 ]  |
| 2020  | أفضل ممثلة في دور رئيسي ‏                                     | نحن                | رُشِّح     | [ 12 ]  |

### جوائز توني
حفل توزيع جوائز توني هُو حفل سنوي يُخصص لتتويج أفضل الإنجازات في مجال المسرح والبرودواي.
| السنة | الفئة                        | الفيلم   | النتيجة | المراجع |
| ----- | ---------------------------- | -------- | ------- | ------- |
| 2016  | أفضل ممثلة رئيسية في مسرحية ‏ | Eclipsed | رُشِّح     | [ 13 ]  |

### جوائز الأكاديمية الأسترالية لفنون السينما والتلفزيون
حفل توزيع جوائز الأكاديمية الأسترالية لفنون السينما والتلفزيون هُو حفل سنوي تُنظمه هذه الأكاديمية.
| السنة | الفئة                             | الفيلم             | النتيجة | المراجع |
| ----- | --------------------------------- | ------------------ | ------- | ------- |
| 2014  | أفضل ممثلة في دور مساعد – عالميا ‏ | عبد لاثني عشر عاما | رُشِّح     | [ 14 ]  |

### جوائز الأكاديمية الأفريقية للأفلام
حفل توزيع جوائز الأكاديمية الأفريقية للأفلام هُو حفل سنوي يُنظم لتتويج أفضل الإنجازات السينمائية في أفريقيا والشتات.
| السنة | الفئة                   | الفيلم     | النتيجة | المراجع |
| ----- | ----------------------- | ---------- | ------- | ------- |
| 2017  | أفضل ممثلة في دور رئيسي | ملكة كاتوي | رُشِّح     | [ 15 ]  |

### جوائز بي إي تي
حفل توزيع جوائز بي إي تي هُو حفل سنوي تُنظمه شبكة بي إي تي مُنذ 2001.
| السنة | الفئة       | الفيلم             | النتيجة | المراجع |
| ----- | ----------- | ------------------ | ------- | ------- |
| 2014  | أفضل ممثلة ‏ | عبد لاثني عشر عاما | فوز     | [ 16 ]  |
| 2018  | أفضل ممثلة  | النمر الأسود       | رُشِّح     | [ 17 ]  |
| 2020  | جائزتها     | ميلانين            | رُشِّح     | [ 18 ]  |

### جوائز بلاك ريل
| السنة | الفئة                    | الفيلم             | النتيجة | المراجع |
| ----- | ------------------------ | ------------------ | ------- | ------- |
| 2014  | أفضل أداء لنجم صاعد ‏     | عبد لاثني عشر عاما | فوز     | [ 19 ]  |
| 2014  | أفضل ممثلة في دور مساعد ‏ | عبد لاثني عشر عاما | فوز     | [ 19 ]  |
| 2017  | أفضل ممثلة في دور مساعد  | ملكة كاتوي         | رُشِّح     | [ 20 ]  |
| 2017  | أفضل أداء صوتي ‏          | كتاب الأدغال       | رُشِّح     | [ 20 ]  |
| 2019  | أفضل ممثلة في دور مساعد  | النمر الأسود       | رُشِّح     | [ 21 ]  |
| 2020  | أفضل ممثلة ‏              | نحن                | فوز     | [ 22 ]  |

### جوائز اختيار النقاد للأفلام
حفل توزيع جوائز اختيار النقاد للأفلام هُو حفل سنوي تُنظمه جمعية نقاد البث السينمائي لتكريم أفضل الإنجازات السينمائية.
| السنة | الفئة                    | الفيلم             | النتيجة | المراجع |
| ----- | ------------------------ | ------------------ | ------- | ------- |
| 2014  | أفضل ممثلة في دور مساعد ‏ | عبد لاثني عشر عاما | فوز     | [ 23 ]  |
| 2014  | أفضل أداء جماعي ‏         | عبد لاثني عشر عاما | رُشِّح     | [ 23 ]  |
| 2019  | أفضل أداء جماعي ‏         | النمر الأسود       | رُشِّح     | [ 24 ]  |
| 2020  | أفضل ممثلة               | نحن                | رُشِّح     | [ 25 ]  |

### جوائز دوريان
| السنة | الفئة                     | الفيلم             | النتيجة | المراجع |
| ----- | ------------------------- | ------------------ | ------- | ------- |
| 2013  | أفضل أداء لممثلة في السنة | عبد لاثني عشر عاما | رُشِّح     | [ 26 ]  |
| 2020  | أفضل أداء لممثلة في السنة | نحن                | رُشِّح     | [ 27 ]  |

### جوائز رابطة الدراما
| السنة | الفئة                | الفيلم   | النتيجة | المراجع |
| ----- | -------------------- | -------- | ------- | ------- |
| 2016  | جائزة الأداء المُتميز | Eclipsed | رُشِّح     | [ 28 ]  |

### جوائز إمباير
حفل توزيع جوائز إمباير هُو حفل توزيع جوائز سنوي يُنظم في المملكة المتحدة.
| السنة | الفئة                    | الفيلم             | النتيجة | المراجع |
| ----- | ------------------------ | ------------------ | ------- | ------- |
| 2014  | أفضل قادمة جديدة         | عبد لاثني عشر عاما | رُشِّح     | [ 29 ]  |
| 2014  | أفضل ممثلة في دور مساعد ‏ | عبد لاثني عشر عاما | رُشِّح     | [ 29 ]  |

### جوائز منشار فانجوريا
حفل توزيع جوائز منشار فانجوريا هُو حفل سنوي تُكرم خلاله أفضل الأعمال السينمائية في صنفي الرعب والإثارة.
| السنة | الفئة       | الفيلم | النتيجة | المراجع |
| ----- | ----------- | ------ | ------- | ------- |
| 2020  | أفضل ممثلة ‏ | نحن    | فوز     | [ 30 ]  |

### جوائز غوثام
حفل توزيع جوائز غوثام هُو حفل توزيع جوائز أمريكي سنوي يُنظم في مدينة نيويورك.
| السنة | الفئة          | الفيلم             | النتيجة | المراجع |
| ----- | -------------- | ------------------ | ------- | ------- |
| 2013  | أفضل ممثل صاعد | عبد لاثني عشر عاما | رُشِّح     | [ 31 ]  |

### جوائز هوليوود للفيلم
حفل توزيع جوائز هوليوود للفيلم هُو حفل توزيع جوائز سنوي بدأ تنظيمه مُنذ سنة 1997، ويُنظم عادة في شهري أكتوبر أو نوفمبر.
| السنة | الفئة             | الفيلم             | النتيجة | المراجع |
| ----- | ----------------- | ------------------ | ------- | ------- |
| 2013  | جائزة نيو هوليوود | عبد لاثني عشر عاما | فوز     | [ 32 ]  |

### جوائز إم تي في للموسيقى الأفريقية
تأسس حفل توزيع جوائز إم تي في للموسيقى الأفريقية سنة 2008 على يد شبكات فاياكوم سي بي إس الإعلامية الدولية بغرض تكريم أفضل الإنجازات الموسيقية في أفريقيا.
| السنة | الفئة       | الفيلم | النتيجة | المراجع |
| ----- | ----------- | ------ | ------- | ------- |
| 2014  | شخصية السنة | نفسُها  | فوز     | [ 33 ]  |

### جوائز إم تي في للأفلام والتلفزيون
حفل توزيع جوائز إم تي في للأفلام والتلفزيون هُو حفل سنوي تُنظمه إم تي في.
| السنة | الفئة                 | الفيلم                 | النتيجة | المراجع |
| ----- | --------------------- | ---------------------- | ------- | ------- |
| 2014 ‏ | أفضل أداء نسائي       | عبد لاثني عشر عاما     | رُشِّح     | [ 34 ]  |
| 2016  | أفضل أداء افتراضي     | حرب النجوم: القوة تنهض | رُشِّح     | [ 35 ]  |
| 2018  | أفضل ثنائي على الشاشة | النمر الأسود           | رُشِّح     | [ 36 ]  |
| 2019  | أفضل أداء             | نحن                    | رُشِّح     | [ 37 ]  |
| 2019  | أفضل شرير             | نحن                    | رُشِّح     | [ 37 ]  |

### جوائز الجمعية الوطنية للنهوض بالملونين
حفل توزيع جوائز الجمعية الوطنية للنهوض بالملونين هُو حفل سنوي تُنظمه الجمعية الوطنية للنهوض بالملونين لتكريم أفضل الإنجازات في ميادين السينما والتلفزيون والموسيقى والأدب في صفوف الأشخاص المُلونين.
| السنة | الفئة                               | الفيلم             | النتيجة | المراجع |
| ----- | ----------------------------------- | ------------------ | ------- | ------- |
| 2014  | أفضل ممثلة مساعدة في فيلم ‏          | عبد لاثني عشر عاما | فوز     | [ 38 ]  |
| 2017  | أفضل ممثلة مساعدة في فيلم           | ملكة كاتوي         | رُشِّح     | [ 39 ]  |
| 2019  | أفضل ممثلة مساعدة في فيلم           | النمر الأسود       | رُشِّح     | [ 40 ]  |
| 2019  | أفضل أداء جماعي لطاقم تمثيل في فيلم | النمر الأسود       | فوز     | [ 40 ]  |
| 2020  | أفضل ممثلة مساعدة في فيلم ‏          | نحن                | فوز     | [ 41 ]  |
| 2020  | أفضل أداء جماعي لطاقم تمثيل في فيلم | نحن                | رُشِّح     | [ 41 ]  |
| 2020  | أفضل تعليق صوتي                     | Serengeti          | رُشِّح     | [ 41 ]  |
| 2020  | أفضل عمل أدبي مُوجه للأطفال ‏         | Sulwe              | فوز     | [ 41 ]  |

### جوائز اختيار أطفال نكلوديون
حفل توزيع جوائز اختيار أطفال نكلوديون هُو حفل توزيع جوائز سنوي يُبث على شبكة نيكلوديون.
| السنة | الفئة              | الفيلم       | النتيجة | المراجع |
| ----- | ------------------ | ------------ | ------- | ------- |
| 2017  | أفضل نجمة أفريقية  | نفسُها        | رُشِّح     | [ 42 ]  |
| 2019  | أفضل ممثلة في فيلم | النمر الأسود | رُشِّح     | [ 43 ]  |

### جوائز إن إم إيه
حفل توزيع جوائز إن إم إيه هُو حفل سنوي تُنظمه مجلة نيو ميزيكال إكسبريس.
| السنة | الفئة             | الفيلم | النتيجة | المراجع |
| ----- | ----------------- | ------ | ------- | ------- |
| 2020  | أفضل ممثل سينمائي | نحن    | رُشِّح     | [ 44 ]  |

### جوائز أوبي
| السنة | الفئة                                  | الفيلم   | النتيجة | المراجع |
| ----- | -------------------------------------- | -------- | ------- | ------- |
| 2016  | جائزة أوبي للأداء الجماعي الأكثر تميزا | Eclipsed | فوز     | [ 45 ]  |

### جوائز اختيار الشعب
حفل توزيع جوائز اختيار الشعب هُو حفل توزيع جوائز سنوي أمريكي.
| السنة | الفئة                        | الفيلم | النتيجة | المراجع |
| ----- | ---------------------------- | ------ | ------- | ------- |
| 2019  | نجمة السنة في صنف الدراما    | نحن    | رُشِّح     | [ 46 ]  |
| 2019  | أفضل ممثلة سينمائية في السنة | نحن    | رُشِّح     | [ 46 ]  |

### جوائز ساتالايت
حفل توزيع جوائز ساتالايت هُو حفل توزيع جوائز سنوي تُنظمه أكاديمية الصحافة الدولية.
| السنة | الفئة                     | الفيلم             | النتيجة | المراجع |
| ----- | ------------------------- | ------------------ | ------- | ------- |
| 2013  | أفضل ممثلة مساعدة في فيلم | عبد لاثني عشر عاما | رُشِّح     | [ 47 ]  |

### جوائز زحل
حفل توزيع جوائز زحل هُو حفل سنوي تُقدمه أكاديمية أفلام الخيال العلمي والفنتازيا والرعب، وتُكرم خلاله أفضل الأعمال السينمائية والتلفزيونية في أصناف الخيال العلمي والفنتازيا والرعب.
| السنة | الفئة                    | الفيلم                 | النتيجة | المراجع |
| ----- | ------------------------ | ---------------------- | ------- | ------- |
| 2016  | أفضل ممثلة في دور مساعد ‏ | حرب النجوم: القوة تنهض | رُشِّح     | [ 48 ]  |
| 2018  | أفضل ممثلة               | النمر الأسود           | رُشِّح     | [ 49 ]  |
| 2019  | أفضل ممثلة               | نحن                    | رُشِّح     | [ 50 ]  |

### جوائز سكرين نيشن للسينما والتلفزيون
| السنة | الفئة                    | الفيلم             | النتيجة | المراجع |
| ----- | ------------------------ | ------------------ | ------- | ------- |
| 2014  | أفضل ممثلة أفريقية صاعدة | عبد لاثني عشر عاما | فوز     | [ 51 ]  |

### جوائز اختيار المراهقين
حفل توزيع جوائز اختيار المراهقين هُو حفل توزيع جوائز سنوي تبُثه شبكة فوكس التلفزيونية. خلال هذا الحفل، تُكرِّم أفضل إنجازات السنة في مجالات متعددة هي الموسيقى والسينما والرياضة والتلفزيون والموضة وغيرها. يتم اختيار الفائز من قبل مُراهقين تتراوح أعمارهم بين 13 و19 سنة.
| السنة | الفئة                         | الفيلم       | النتيجة | المراجع |
| ----- | ----------------------------- | ------------ | ------- | ------- |
| 2018  | أفضل ممثلة في فيلم خيال علمي ‏ | النمر الأسود | رُشِّح     | [ 52 ]  |
| 2018  | تشويس ليبلوك                  | النمر الأسود | رُشِّح     | [ 52 ]  |
| 2018  | تشويس موفي شيب                | النمر الأسود | رُشِّح     | [ 52 ]  |

### جوائز عالم المسرح
| السنة | الفئة                                 | الفيلم   | النتيجة | المراجع |
| ----- | ------------------------------------- | -------- | ------- | ------- |
| 2016  | أفضل أداء ضمن برودواي أو خارج برودواي | Eclipsed | مُكرمة   | [ 53 ]  |

### جمعيات النقاد
| السنة                                      | الفئة                                  | الفيلم                                 | النتيجة                                | المراجع                                |
| جمعية نقاد السينما الأمريكية الأفريقية     | جمعية نقاد السينما الأمريكية الأفريقية | جمعية نقاد السينما الأمريكية الأفريقية | جمعية نقاد السينما الأمريكية الأفريقية | جمعية نقاد السينما الأمريكية الأفريقية |
| ------------------------------------------ | -------------------------------------- | -------------------------------------- | -------------------------------------- | -------------------------------------- |
| 2013                                       | أفضل نجمة صاعدة                        | عبد لاثني عشر عاما                     | فوز                                    | [ 54 ]                                 |
| 2019                                       | أفضل ممثلة                             | نحن                                    | فوز                                    | [ 55 ]                                 |
| تحالف الصحفيات السينمائيات                 |                                        |                                        |                                        |                                        |
| 2013                                       | أفضل ممثلة في دور مساعد                | عبد لاثني عشر عاما                     | فوز                                    | [ 56 ]                                 |
| 2013                                       | أفضل طاقم                              | عبد لاثني عشر عاما                     | رُشِّح                                    | [ 56 ]                                 |
| 2013                                       | جائزة اللحظة التي لا تُنسى              | عبد لاثني عشر عاما                     | رُشِّح                                    | [ 56 ]                                 |
| 2013                                       | أفضل نجم صاعد                          | عبد لاثني عشر عاما                     | رُشِّح                                    | [ 56 ]                                 |
| 2019                                       | أفضل ممثلة                             | نحن                                    | فوز                                    | [ 57 ]                                 |
| 2019                                       | الأداء الأكثر جرأة                     | نحن                                    | رُشِّح                                    | [ 57 ]                                 |
| مهرجان أفلام السود الأمريكي                |                                        |                                        |                                        |                                        |
| 2014                                       | أفضل ممثلة في دور مساعد                | عبد لاثني عشر عاما                     | فوز                                    | [ 58 ]                                 |
| 2014                                       | أفضل أداء لنجم صاعد                    | عبد لاثني عشر عاما                     | رُشِّح                                    | [ 58 ]                                 |
| Austin Film Critics Association            |                                        |                                        |                                        |                                        |
| 2013                                       | أفضل ممثلة في دور مساعد                | عبد لاثني عشر عاما                     | فوز                                    | [ 59 ]                                 |
| 2019                                       | أفضل ممثلة                             | نحن                                    | فوز                                    | [ 60 ]                                 |
| جمعية نقاد السينما الأسترالية              |                                        |                                        |                                        |                                        |
| 2020                                       | أفضل ممثلة                             | وحوش صغيرة ‏                            | رُشِّح                                    | [ 61 ]                                 |
| جمعية بوسطن لنقاد السينما                  |                                        |                                        |                                        |                                        |
| 2013                                       | أفضل ممثلة في دور مساعد ‏               | عبد لاثني عشر عاما                     | المركز الثاني                          | [ 62 ]                                 |
| Broadway.com Audience Choice Awards        |                                        |                                        |                                        |                                        |
| 2016                                       | أفضل ممثلة رئيسية في مسرحية            | Eclipsed                               | فوز                                    | [ 63 ]                                 |
| Chicago Film Critics Association           |                                        |                                        |                                        |                                        |
| 2013                                       | أفضل ممثلة في دور مساعد ‏               | عبد لاثني عشر عاما                     | فوز                                    | [ 64 ]                                 |
| 2013                                       | أفضل أداء واعد                         | عبد لاثني عشر عاما                     | رُشِّح                                    | [ 64 ]                                 |
| 2019                                       | أفضل ممثلة ‏                            | نحن                                    | فوز                                    | [ 65 ]                                 |
| جمعية دالاس فورت وورث لنقاد السينما        |                                        |                                        |                                        |                                        |
| 2013                                       | أفضل ممثلة في دور مساعد ‏               | عبد لاثني عشر عاما                     | فوز                                    | [ 66 ]                                 |
| 2019                                       | أفضل ممثلة ‏                            | نحن                                    | المركز الخامس                          | [ 67 ]                                 |
| Detroit Film Critics Society               |                                        |                                        |                                        |                                        |
| 2013                                       | أفضل ممثلة في دور مساعد ‏               | عبد لاثني عشر عاما                     | رُشِّح                                    | [ 68 ]                                 |
| 2013                                       | أفضل طاقم                              | عبد لاثني عشر عاما                     | رُشِّح                                    | [ 68 ]                                 |
| 2019                                       | أفضل ممثلة ‏                            | نحن                                    | رُشِّح                                    | [ 69 ]                                 |
| دائرة دبلن لنقاد السينما                   |                                        |                                        |                                        |                                        |
| 2019                                       | أفضل ممثلة                             | نحن                                    | المركز الثاني                          | [ 70 ]                                 |
| Florida Film Critics Circle                |                                        |                                        |                                        |                                        |
| 2013                                       | أفضل ممثلة في دور مساعد ‏               | عبد لاثني عشر عاما                     | فوز                                    | [ 71 ]                                 |
| 2013                                       | جائزة باولين كايل لأفضل أداء لنجم صاعد | عبد لاثني عشر عاما                     | فوز                                    | [ 71 ]                                 |
| جمعية نقاد السينما في جورجيا               |                                        |                                        |                                        |                                        |
| 2013                                       | أفضل ممثلة في دور مساعد                | عبد لاثني عشر عاما                     | فوز                                    | [ 72 ]                                 |
| 2013                                       | أفضل أداء لنجم صاعد                    | عبد لاثني عشر عاما                     | رُشِّح                                    | [ 72 ]                                 |
| 2013                                       | أفضل طاقم                              | عبد لاثني عشر عاما                     | رُشِّح                                    | [ 72 ]                                 |
| 2019                                       | أفضل ممثلة                             | نحن                                    | فوز                                    | [ 73 ]                                 |
| Hamptons International Film Festival       |                                        |                                        |                                        |                                        |
| 2013                                       | أفضل نجم صاعد                          | عبد لاثني عشر عاما                     | فوز                                    | [ 74 ]                                 |
| Hollywood Critics Association              |                                        |                                        |                                        |                                        |
| 2019                                       | أفضل ممثلة                             | نحن                                    | فوز                                    | [ 75 ]                                 |
| جمعية هيوستن لنقاد السينما                 |                                        |                                        |                                        |                                        |
| 2013                                       | أفضل ممثلة في دور مساعد ‏               | عبد لاثني عشر عاما                     | فوز                                    | [ 76 ]                                 |
| 2019                                       | أفضل ممثلة ‏                            | نحن                                    | رُشِّح                                    | [ 77 ]                                 |
| IndieWire Critics Poll                     |                                        |                                        |                                        |                                        |
| 2013                                       | أفضل دور ثانوي                         | عبد لاثني عشر عاما                     | فوز                                    | [ 78 ]                                 |
| 2019                                       | أفضل ممثلة                             | نحن                                    | فوز                                    | [ 79 ]                                 |
| International Cinephile Society            |                                        |                                        |                                        |                                        |
| 2014                                       | أفضل ممثلة في دور مساعد                | عبد لاثني عشر عاما                     | رُشِّح                                    | [ 80 ]                                 |
| 2014                                       | أفضل طاقم                              | عبد لاثني عشر عاما                     | رُشِّح                                    | [ 80 ]                                 |
| 2020                                       | أفضل ممثلة                             | نحن                                    | رُشِّح                                    | [ 81 ]                                 |
| International Online Film Critics' Poll    |                                        |                                        |                                        |                                        |
| 2014                                       | أفضل ممثلة في دور مساعد                | عبد لاثني عشر عاما                     | رُشِّح                                    | [ 82 ]                                 |
| 2014                                       | أفضل طاقم                              | عبد لاثني عشر عاما                     | رُشِّح                                    | [ 82 ]                                 |
| دائرة نقاد لندن                            |                                        |                                        |                                        |                                        |
| 2013                                       | أفضل ممثلة مساعدة في السنة ‏            | عبد لاثني عشر عاما                     | فوز                                    | [ 83 ]                                 |
| 2019                                       | ممثلة السنة ‏                           | نحن                                    | رُشِّح                                    | [ 84 ]                                 |
| جمعية نقاد السينما في لوس أنجلوس           |                                        |                                        |                                        |                                        |
| 2013                                       | أفضل ممثلة في دور مساعد ‏               | عبد لاثني عشر عاما                     | فوز                                    | [ 85 ]                                 |
| 2019                                       | أفضل ممثلة ‏                            | نحن                                    | المركز الثاني                          | [ 86 ]                                 |
| Maui Film Festival                         |                                        |                                        |                                        |                                        |
| 2014                                       | Rainmaker Award                        | عبد لاثني عشر عاما                     | فوز                                    | [ 87 ]                                 |
| National Film Awards UK                    |                                        |                                        |                                        |                                        |
| 2017                                       | أفضل ممثلة                             | ملكة كاتوي                             | رُشِّح                                    | [ 88 ]                                 |
| الجمعية الوطنية لنقاد السينما ‏             |                                        |                                        |                                        |                                        |
| 2013                                       | أفضل ممثلة في دور مساعد ‏               | عبد لاثني عشر عاما                     | المركز الثاني                          | [ 89 ]                                 |
| New York Film Critics Circle               |                                        |                                        |                                        |                                        |
| 2013                                       | أفضل ممثلة في دور مساعد ‏               | عبد لاثني عشر عاما                     | المركز الثاني                          | [ 90 ]                                 |
| 2019                                       | أفضل ممثلة ‏                            | نحن                                    | فوز                                    | [ 91 ]                                 |
| New York Film Critics Online               |                                        |                                        |                                        |                                        |
| 2013                                       | أفضل ممثلة في دور مساعد ‏               | عبد لاثني عشر عاما                     | فوز                                    | [ 92 ]                                 |
| 2019                                       | أفضل ممثلة ‏                            | نحن                                    | فوز                                    | [ 93 ]                                 |
| Online Film Critics Society                |                                        |                                        |                                        |                                        |
| 2013                                       | أفضل ممثلة في دور مساعد ‏               | عبد لاثني عشر عاما                     | فوز                                    | [ 94 ]                                 |
| 2019                                       | أفضل ممثلة ‏                            | نحن                                    | فوز                                    | [ 95 ]                                 |
| Outer Critics Circle Award                 |                                        |                                        |                                        |                                        |
| 2016                                       | أفضل ممثلة مسرحية                      | Eclipsed                               | رُشِّح                                    | [ 96 ]                                 |
| Palm Springs International Film Festival   |                                        |                                        |                                        |                                        |
| 2014                                       | جائزة النجم الصاعد                     | عبد لاثني عشر عاما                     | فوز                                    | [ 97 ]                                 |
| San Diego Film Critics Society             |                                        |                                        |                                        |                                        |
| 2013 ‏                                      | أفضل ممثلة في دور مساعد ‏               | عبد لاثني عشر عاما                     | رُشِّح                                    | [ 98 ]                                 |
| 2013 ‏                                      | أفضل أداء جماعي لطاقم تمثيل ‏           | عبد لاثني عشر عاما                     | رُشِّح                                    | [ 98 ]                                 |
| 2019                                       | أفضل ممثلة ‏                            | نحن                                    | فوز                                    | [ 99 ]                                 |
| San Francisco Bay Area Film Critics Circle |                                        |                                        |                                        |                                        |
| 2013                                       | أفضل ممثلة في دور مساعد ‏               | عبد لاثني عشر عاما                     | رُشِّح                                    | [ 100 ]                                |
| 2019                                       | أفضل ممثلة ‏                            | نحن                                    | فوز                                    | [ 101 ]                                |
| Santa Barbara International Film Festival  |                                        |                                        |                                        |                                        |
| 2020                                       | جائزة مونتيسيتو                        | نحن                                    | فوز                                    | [ 102 ]                                |
| Seattle Film Critics Society               |                                        |                                        |                                        |                                        |
| 2018                                       | أفضل طاقم                              | النمر الأسود                           | رُشِّح                                    | [ 103 ]                                |
| 2019                                       | أفضل ممثلة                             | نحن                                    | فوز                                    | [ 104 ]                                |
| 2019                                       | شرير السنة                             | نحن                                    | رُشِّح                                    | [ 104 ]                                |
| St. Louis Gateway Film Critics Association |                                        |                                        |                                        |                                        |
| 2013                                       | أفضل ممثلة في دور مساعد ‏               | عبد لاثني عشر عاما                     | فوز                                    | [ 105 ]                                |
| جمعية نقاد تورونتو السينمائيين ‏            |                                        |                                        |                                        |                                        |
| 2013                                       | أفضل ممثلة في دور مساعد ‏               | عبد لاثني عشر عاما                     | المركز الثاني                          | [ 106 ]                                |
| 2019                                       | أفضل ممثلة ‏                            | نحن                                    | فوز                                    | [ 107 ]                                |
| دائرة فانكوفر لنقاد السينما                |                                        |                                        |                                        |                                        |
| 2013                                       | أفضل ممثلة في دور مساعد ‏               | عبد لاثني عشر عاما                     | المركز الثاني                          | [ 108 ]                                |
| 2020                                       | أفضل ممثلة ‏                            | نحن                                    | المركز الثاني                          | [ 109 ]                                |
| Village Voice Film Poll                    |                                        |                                        |                                        |                                        |
| 2013                                       | أفضل ممثلة في دور مساعد                | عبد لاثني عشر عاما                     | فوز                                    | [ 110 ]                                |
| جمعية واشنطن العاصمة لنقاد السينما         |                                        |                                        |                                        |                                        |
| 2013                                       | أفضل ممثلة في دور مساعد ‏               | عبد لاثني عشر عاما                     | فوز                                    | [ 111 ]                                |
| 2013                                       | أفضل طاقم ‏                             | عبد لاثني عشر عاما                     | فوز                                    | [ 111 ]                                |
| 2018                                       | أفضل طاقم                              | النمر الأسود                           | رُشِّح                                    | [ 112 ]                                |
| 2019                                       | أفضل ممثلة ‏                            | نحن                                    | فوز                                    | [ 113 ]                                |
| دائرة نقاد أفلام المرأة                    |                                        |                                        |                                        |                                        |
| 2019                                       | أفضل ممثلة                             | نحن                                    | فوز                                    | [ 114 ]                                |

## وصلات خارجية
- لوبيتا نيونغو في قاعدة بيانات الأفلام على الإنترنت